# اینستروچ
اینستروچ (روسی: Инструч آلمانی: Inster لیتوانیایی: Įsrutis, Įsra لهستانی: Wystruć) یک رود در روسیه است که در استان کالینینگراد واقع شده‌است.